# Episodi di Criminal Minds: Suspect Behavior
La prima ed unica stagione della serie televisiva Criminal Minds: Suspect Behavior è stata trasmessa in prima visione negli Stati Uniti d'America da CBS dal 16 febbraio al 25 maggio 2011.
In Italia è stata trasmessa in prima visione satellitare da Fox Crime dal 19 maggio all'11 agosto 2011; l'episodio 1x08 Lo sparviero è stato trasmesso erroneamente il 23 giugno 2011 al posto dell'episodio 1x06 Devozione. Successivamente è stata trasmessa in chiaro anche da Rai 2 dal 24 gennaio 2012.
Nella Svizzera italiana è stata trasmessa in prima visione in chiaro in lingua italiana da RSI LA2 dal 5 giugno al 28 settembre 2011.
| nº | Titolo originale          | Titolo italiano                | Prima TV USA     | Prima TV Italia |
| -- | ------------------------- | ------------------------------ | ---------------- | --------------- |
| 1  | Two of a Kind             | Destini incrociati             | 16 febbraio 2011 | 19 maggio 2011  |
| 2  | Lonely Hearts             | Cuore solitario                | 23 febbraio 2011 | 26 maggio 2011  |
| 3  | See No Evil               | Le tre scimmiette              | 2 marzo 2011     | 2 giugno 2011   |
| 4  | One Shot Kill             | Sotto tiro                     | 9 marzo 2011     | 9 giugno 2011   |
| 5  | Here Is the Fire          | Ecco qui il fuoco              | 16 marzo 2011    | 16 giugno 2011  |
| 6  | Devotion                  | Devozione                      | 23 marzo 2011    | 7 luglio 2011   |
| 7  | Jane                      | Jane                           | 30 marzo 2011    | 30 giugno 2011  |
| 8  | Night Hawks               | Lo sparviero                   | 6 aprile 2011    | 23 giugno 2011  |
| 9  | Smother                   | Amore che soffoca              | 13 aprile 2011   | 14 luglio 2011  |
| 10 | The Time Is Now           | Il momento è arrivato          | 4 maggio 2011    | 21 luglio 2011  |
| 11 | Strays                    | Vite randagie                  | 11 maggio 2011   | 28 luglio 2011  |
| 12 | The Girl in the Blue Mask | La ragazza con la maschera blu | 18 maggio 2011   | 4 agosto 2011   |
| 13 | Death by a Thousand Cuts  | Una vita per una vita          | 25 maggio 2011   | 11 agosto 2011  |

## Destini incrociati
- Titolo originale: Two of a Kind
- Diretto da: John Terlesky
- Scritto da: Rob Fresco

### Trama
Sam Cooper e la sua squadra si recano a Cleveland per indagare sul rapimento di Samantha, una bambina di otto anni. Sulla scena dell'accaduto giunge la madre di un'altra bambina, Aicha, rapita pochi giorni prima nella stessa città, ma in un quartiere degradato, che chiede che venga data importanza anche alla scomparsa di sua figlia. Col susseguirsi delle indagini e con l'aiuto informatico di Penelope, si scopre che c'è un collegamento tra i due casi ed anche con due rapimenti avvenuti molto tempo prima. Il ritrovamento dei cadaveri di due delle quattro bambine scomparse, fornisce importanti indizi che portano la squadra sulle orme del criminale. Riescono infatti a trovarlo sul luogo dove voleva uccidere ancora e, braccato dagli agenti Simms e Cooper, si suicida. Samantha e Aicha sono salve e si ricongiungono alle loro famiglie.
Di ritorno alla base, il direttore dell'FBI sospende il periodo di prova a Simms e lo nomina "Agente speciale effettivo".
- Altri interpreti: Raphael Sbarge (Davis Scofield), Jolie Jenkins (Molly Weller), William Francis McGuire (Det. Rockwell)

## Cuore solitario
- Titolo originale: Lonely Hearts
- Diretto da: Michael W. Watkins
- Scritto da: Shintaro Shimosawa

### Trama
A Cincinnati vengono accoltellati a morte degli uomini di affari di passaggio in città. La squadra di Sam si reca sul posto per indagare, anche se appare subito un caso complicato, in quanto non c'è alcun collegamento tra le vittime. Dopo varie ricerche, Penelope riesce a risalire ad un vecchio caso che si rivelerà molto utile per proseguire verso la verità. Si scopre che un carcerato, Marcus Lee Graham, è riuscito a convincere una delle sue ammiratrici a continuare a sedurre e poi uccidere, prendendo esempio dal suo modus operandi. Il detenuto pensa di mettere in fallo gli agenti, ma questi riescono a trovare la donna che compiva gli omicidi per sua procura, salvando la vita ad una ragazza, sopravvissuta all'aggressione di Graham.
- Altri interpreti: Jay Paulson (Marcus Lee Graham), Ginifer King (Rachel Lancroft)

## Le tre scimmiette
- Titolo originale: See No Evil
- Diretto da: Rob Spera
- Scritto da: Barry Schindel

### Trama
Tucson, Arizona. Nel parcheggio di un supermercato viene rinvenuto il cadavere di un uomo a bordo della sua auto. Alla vittima sono stati asportati gli occhi, che vengono poi rinvenuti in un rivenditore automatico del giornale locale. Questo ritrovamento fornisce un punto di partenza: tra i necrologi sulla rivista c'è quello di uomo, morto in sala operatoria in seguito ad un'operazione al ginocchio e la cui moglie ha deciso di avere giustizia. Mentre proseguono le indagini, viene uccisa un'infermiera, trovata con un rompighiaccio infilzato nell'orecchio. I sospetti sono rivolti tutti verso la vedova, ma risultano infondati. L'attenzione si sposta quindi su una denuncia anonima inviata all'Ordine dei medici per i troppi decessi causati da un'infezione da stafilococco. Si scopre che la denuncia era stata inoltrata da un'infermiera che aveva lavorato nell'ospedale ed in altri in cui erano dilagate infezioni. Era lei a spargerle con l'intento di salvare chi veniva colpito e trarne così un riconoscimento. Viene bloccata da Sam e dalla sua squadra mentre tenta di uccidere l'avvocato portavoce della struttura medica.
- Altri interpreti: Justine Bateman (Margaret Mckenna), Karen Olivo (Det. Vivian Solis)

## Sotto tiro
- Titolo originale: One Shot Kill
- Diretto da: Terry McDonough
- Scritto da: Rob Fresco

### Trama
Un cecchino sta scatenando il panico a Chicago, uccidendo persone scelte a caso con l'unico scopo di migliorare le sue capacità. Quando scopre che nella squadra di indagine c'è l'agente Rawson, ex cecchino, aumenta il numero di omicidi, per dimostrargli la sua bravura. Si scopre che il killer è figlio di un soldato che gli ha insegnato ad utilizzare le armi da fuoco, ma che poi gli ha impedito di entrare in qualsiasi corpo militare per via di disturbi psicologici. Questi omicidi sono, quindi, una rivalsa nei confronti del defunto padre e, per concludere la sua missione, programma una strage nel luogo della sua commemorazione. Grazie alla preparazione di Rawson, viene trovato il punto in cui è appostato e fermato prima che possa compiere il folle gesto.
- Altri interpreti: Noel Fisher (Jason Wheeler), Jessica Tuck (Amy Wheeler)

## Ecco qui il fuoco
- Titolo originale: Here Is the Fire
- Diretto da: Andrew Bernstein
- Scritto da: Chris Mundy, Ian Goldberg

### Trama
In seguito all'esplosione in una scuola superiore a Fredericksburg, la squadra si reca sul posto per individuare il responsabile. Prima vengono sospettati il preside della scuola ed un alunno dalla situazione famigliare disastrata, ma entrambi risultano innocenti. Le indagini si orientano verso motivazioni religiose, in quanto alcune scritte trovate fanno parte di un versetto riguardante il sacrificio di Isacco. Si scopre così che un uomo, dopo aver perso la moglie per parto, ha deciso di abbracciare un nuovo pericoloso culto che è contro la sovrappopolazione. Questo gli ha fatto decidere di uccidere i suoi tre figli e compiere stragi, mettendo nei loro zaini degli ordigni. Gli altri due attentati vengono evitati, due dei tre figli sono in salvo e l'uomo viene arrestato.
- Altri interpreti: Gary Basaraba (William Meeks)

## Devozione
- Titolo originale: Devotion
- Diretto da: Stephen Cragg
- Scritto da: Shintaro Shimosawa

### Trama
Due padri di famiglia vengono rapiti e trovati impiccati in due diversi stati. La squadra si mette subito al lavoro e, capendo dalla cartina che l'omicida sta seguendo l'autostrada che attraversa questi stati, tracciando una linea retta, cercano di fermarlo, ma, purtroppo viene commesso un altro omicidio. Durante quest'ultimo evento, viene registrata una chiamata al 911, che fornisce importantissimi indizi per continuare nella giusta direzione. L'ultima vittima, che sarebbe anche il vero obiettivo dell'odio dell'assassino, dovrebbe essere un politico di una città del distretto di Columbia. Si scopre infatti che quest'uomo ha abbandonato i figli avuti dal primo matrimonio, per trasferirsi altrove e rifarsi una vita. Questi ragazzi vivevano in condizioni precarie, passando da varie famiglie in affido, fino a quando Tami, la figlia maggiore, si suicida dopo aver visto un volantino elettorale che ritrae l'uomo con la nuova famiglia. Il fratello, traumatizzato dall'evento, decide di avere vendetta. Viene bloccato prima che uccida il padre, la nuova moglie e l'altra figlia.
- Altri interpreti: Lukas Behnken (Michael), Annie Burgstede (Tami)

## Jane
- Titolo originale: Jane
- Diretto da: Rob Hardy
- Scritto da: Glen Mazzara

### Trama
La squadra di pronto intervento della BAU cerca di risolvere una scia di rapimenti ai danni di numerose donne a Indianapolis dove l'SI ha variegate preferenze nella vittimologia, rendendosi così imprevedibile. Alla fine riescono a catturare il serial killer prima che torturi e uccida l'ultima donna rapita.

## Lo sparviero
- Titolo originale: Night Hawks
- Diretto da: Dwight Little
- Scritto da: Ian Goldberg

### Trama
Quattro uomini della stessa giovane età, razza, statura e aspetto, vengono uccisi brutalmente a poche ore di distanza l'uno dall'altro. Sam Cooper e la sua squadra arrivano a Tulsa, città dove sono avvenuti i crimini. L'assassino risponde al cellulare dell'ultima vittima e chiede perdono alla madre del ragazzo. Questa conversazione e la successiva apparizione in TV della donna, porteranno l'uomo a mettersi in contatto con gli agenti speciali. Un altro omicidio viene consumato, ma, a differenza degli altri, la vittima è un uomo adulto. Dalle indagini emergono delle connessioni con il vecchio caso di un giovane che ha ucciso con una mazza da baseball, stessa arma usata per gli altri omicidi, cinque persone. Si scopre, alla fine, che l'assassino è il padre di questo omicida, che, incolpato per i crimini del figlio, non è mai riuscito a tornare a vivere serenamente e a pagare le cure della moglie, vittima di un esaurimento in seguito alla situazione familiare.
- Altri interpreti: William Sanderson (Leonard Keane), Tyrees Allen (Detective Richardson)

## Amore che soffoca
- Titolo originale: Smoother
- Diretto da: Phil Abraham
- Scritto da: Joy Blake, Melissa Blake

### Trama
La squadra si reca a Manchester in New Hampshire per indagare sulla scomparsa di tre donne. Come prevedono prima di arrivare, le prime due sono già morte e devono correre contro il tempo per salvare la terza. All'inizio credono che l'S.I. abbia una personalità doppia. In realtà sono due persone differenti, una madre e suo figlio che soffre di piquerismo. Beth scopre che Mick ha una sorella, Genna, e che sono orfani.

## Il momento è arrivato
- Titolo originale: The Time Is Now
- Diretto da: Tim Matheson
- Scritto da: Joy Blake, Melissa Blake

### Trama
A Los Angeles il processo ad una ragazza, che avrebbe manipolato dieci ragazzi convincendoli ad uccidere le loro famiglie, viene annullato e il caso passa nelle mani dell'Agente Cooper, il quale dovrà lavorare duramente con la sua squadra per risolvere l'intricata faccenda.

## Vite randagie
- Titolo originale: Strays
- Diretto da: Anna J. Foerster
- Scritto da: Chris Mundy, Glen Mazzara

### Trama
Quando Emma, la figlioccia del Direttore Fickler dell'FBI, che è anche la figlia di un giudice federale, sembra essere stata rapita insieme ad un'amica, l'Agente Cooper e la sua squadra devono sfruttare tutte le loro risorse per cercare di salvare le ragazze e di catturare il rapitore. Tuttavia gli agenti iniziano ben presto a sospettare che l'altra ragazza possa non essere una vittima bensì una complice, che ha adescato Emma negli ambienti della droga. In realtà si scopre che anche la seconda ragazza era stata rapita tempo prima e poi sottomessa dall'SI, il caso si rivela infatti collegato a numerosi rapimenti di tossicodipendenti avvenuti nei mesi precedenti e ben più complesso di quanto pensassero.
- Note: vista la delicatezza del caso l’analista informatica della BAU, Penelope Garcia, raggiunge la cellula rossa di Cooper per aiutarli sul posto; è l’unica puntata di tutto lo spin-off in cui l’attrice, la sola in comune con la serie principale, viene vista accanto al team di Cooper; nelle altre puntate infatti i contatti avvengono solo telefonicamente.

## La ragazza con la maschera blu
- Titolo originale: The Girl in the Blue Mask
- Diretto da: Félix Alcalá
- Scritto da: Mark Richard

### Trama
La cellula rossa deve risolvere un caso in cui l'SI sfigura i volti delle vittime, la prima delle quali è un Marine e viene ritrovato in un parco riservato alle famiglie dei militari, nel perimetro della sede centrale dell'FBI: Quantico, Virginia. Gina si troverà particolarmente coinvolta emotivamente a causa del suo difficile rapporto con il padre, infatti si scopre che anche l'SI è un padre che riflette sulla figlia le proprie insicurezze.
- Altri interpreti: Cooper Huckabee (Emory Boyd), Zoey Deutch (Kristianna Boyd).

## Una vita per una vita
- Titolo originale: Death by a Thousand Cuts
- Diretto da: Edward Allen Bernero
- Scritto da: Ian Goldberg

### Trama
L'Agente Cooper e la sua squadra si recano a Dallas per cercare di chiudere il caso di un tiratore seriale che spara a vittime casuali a distanza ravvicinata, ma si scopre in realtà che i tiratori sono diversi e sono stati a loro volta vittime di un ricatto a seguito del rapimento di un proprio caro.
Ma il caso ha una seconda svolta inaspettata e durante un'operazione sotto copertura di Profeta e Beth, il destino di quest’ultima viene messo a rischio.
- Note: questo episodio, ultimo della stagione, termina con un cliffhanger che però non è mai stato risolto a causa della cancellazione della serie per gli ascolti troppo bassi.

- Altri interpreti: Ellen Geer (Mary Ellen Stahl), French Stewart (Richard Stahl), Nick Chinlund (Rawlins).